# Жезказганский университет имени О. А. Байконурова
Жезказганский университет имени О. А. Байконурова (ЖезУ) (каз. Ө. А. Байқоныров атындағы Жезқазған университеті (ЖезУ)) — единственное многопрофильное высшее учебное заведение в Жезказганском регионе. Расположен в Жезказгане в пяти учебных корпусах, общей площадью более 25 тыс. м².

## История

### Джезказганский горно-технологический институт
В 1961 году на базе вечерних подготовительных курсов Карагандинского политехнического института в Жезказгане был открыт вечерний общетехнический факультет, на обучение по специальностям «Электроснабжение промышленных предприятий» и «Промышленное и гражданское строительство» было принято 100 студентов. В 1973 году на факультете было открыто дневное отделение. Открывались новые специальности, росло количество обучающихся студентов.
В 1977 году Джезказганский общетехнический факультет был преобразован в филиал Карагандинского ордена Трудового Красного знамени политехнического института.
21 января 1992 году филиал КарПИ Постановлением Кабинета Министров Казахстана № 42 был преобразован в Жезказганский горно-технологический институт.

### Джезказганский педагогический институт
В 1975 году был образован Джезказганский педагогический институт. Первоначально подготовка кадров велась на двух факультетах: филологическом и физико-математическом, затем в 1976 году открылись факультет естественно-географический, в 1978 году — художественно-графический. За более чем 25 лет своего существования было подготовлено для нужд городов, промышленных посёлков, районов, сельских школ более 10-ти тысяч педагогов.

### Жезказганский университет
В мае 1996 года Приказом Министра образования Казахстана постановление правительство на базе Жезказганского горно-технологического и педагогического институтов был создан Жезказганский университет имени О. А. Байконурова.
С 1997 года при университете действует филиал Национальной инженерной академии РК.
По состоянию на 2005 год в университете обучалось свыше 6,5 тысяч студентов. Профессорско-преподавательский состав насчитывал 16 докторов наук, 19 профессоров, 40 доцентов, 85 кандидатов наук.
По состоянию на 2024-2025 учебный год в ЖезУ имени Байконурова обучается 1370 студентов. Ведется обучение по 21 направлению бакалавриата и 3 направлениям магистратуры. Профессорско-преподавательский состав представлен двенадцатью докторами наук и докторами PhD, ведет преподавательскую деятельность также 32 кандидата наук и 25 магистров. Всего в университете 113 преподавателей. 

## Институты
По состоянию на 2018 год университет состоит из двух институтов и восьми кафедр:
- Горно-технологический институт
  - Кафедра горного дела и металлургии
  - Кафедра электроэнергетики и охраны труда
  - Кафедра технологических машин и строительства
  - Кафедра истории Казахстана, экономики и права
- Гуманитарно-педагогический институт
  - Кафедра казахского языка и литературы
  - Кафедра педагогики, психологии и филологии
  - Кафедра физики, информатики и математики
  - Кафедра биологии и физического воспитания